# Дружный (сторожевой корабль)
«Дружный» — сторожевой корабль проекта 1135 «Буревестник», бывший боевой корабль ВМФ СССР и Российской Федерации.

## История

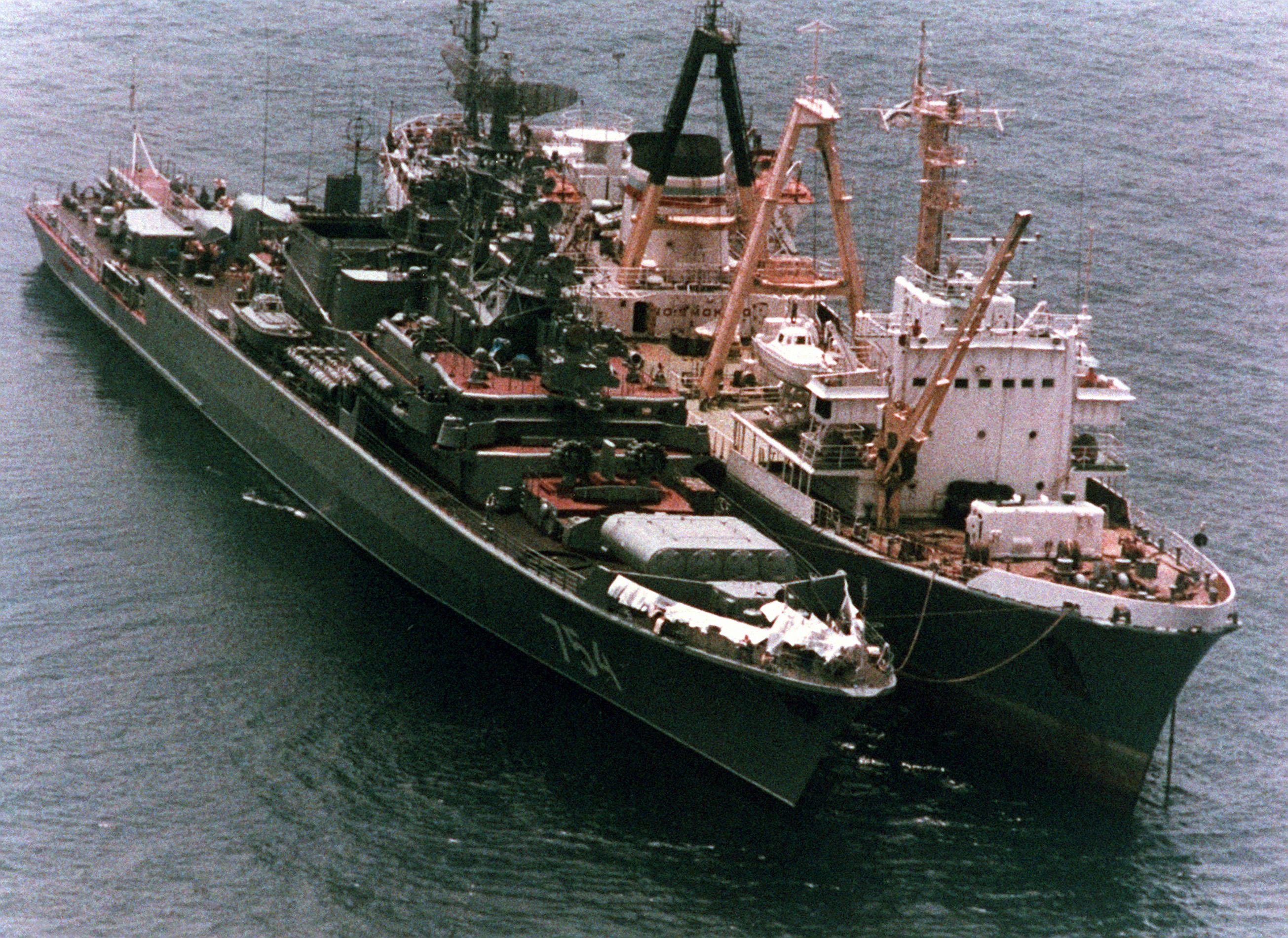
«Дружный» в северной Атлантике у борта танкера, 1993 год

25 октября 1975 года включён в состав Балтийского флота. За время своей службы нанёс дружественные визиты в следующие порты:
- Гётеборг (лето 1978)
- Росток (октябрь 1979, август 1982)
- Аннаба (июнь 1980)
- Хельсинки (август 1981)
- Тунис (май 1983)
- Кадис (июнь 1993)

С мая по июнь 1980 года участвовал в оперативном КШУ ВМФ «Атлантика-80».
С 28 марта по 4 апреля 1984 года участвовал в оперативном КШУ ВМФ «Атлантика-84». В сентябре — октябре 1994 года участвовал в совместных учениях ВМС стран НАТО.
В 2003 году вместе с подводной лодкой Б-396 был выкуплен у ВМФ России группой частных лиц по цене лома и исключён из состава ВМФ, после чего подвергся переоборудованию на ССЗ «Янтарь» в соответствии со специально разработанным проектом 1135МК, согласно которому, корабль должен был превратиться в «музейно-культурно-развлекательный комплекс 754» и встать в центре Москвы, рядом с Андреевским мостом.
Осенью 2003 года была осуществлена довольно сложная операция по проведению корабля через шлюзы и речные водные пути в Москву, корабль вместе с подводной лодкой Б-396 встал у причала Портхладокомбината Северного речного порта на Химкинском водохранилище и дальнейшие работы по нему на 13 лет прекратились. За это время неоднократно предпринимались попытки его перепродажи, он стал объектом интереса для сталкеров, мародёров и медленно разрушался. В 2006 году подводную лодку перевели к противоположному берегу и открыли в ней музей, а сторожевому кораблю повезло меньше. На начало апреля 2016 года корабль находился на приколе на Химкинском водохранилище 55°52′10″ с. ш. 37°27′21″ в. д., где происходила его активная разделка на металлолом.
В конце апреля 2016 года корабль был выведен с места стоянки для последующей окончательной утилизации.